# 沙斯塔坝
沙斯塔坝（英語：Shasta Dam），施工前称为「肯尼特坝」（Kennett Dam），是一个横跨美国加州北部萨克拉门托河的重力坝，位于萨克拉门托河谷的北端。此坝主要用于长期储水与其水库－沙斯塔湖－的洪水控制，同时也用作水力发电。高达602英尺（183），它成为了美国第九高的水坝，并形成了加州最大的水库。
因为洪水和干旱频繁地困扰加州最大的农业地区——中央河谷，早在1919年水坝便被构想出来，1930年代，此坝首次被批准为一项州工程。可是，这恰好碰上大萧条，水坝的建造被移交给联邦垦务局，作为一项公共事业计划。1937年，在首席工程师Frank Crowe的监督下，开始认真建造。建造期间，水坝创造了数千急需的就业岗位；1945年，它在计划前26个月完工。完工后，此坝成了继胡佛水坝之后第二高的水坝，并被认为是有史以来最大的工程壮举之一。
即便是在落成之前，沙斯塔坝也担任了二战的一个重要角色，给提供电力给加州工厂，而且至今仍在州水资源管理上发挥重要作用。但是，它也带来了对萨克拉门托河环境和生态的重大改变，而且就其明显破坏美国土著部落土地的问题上受到了争议。近年来，出现了关于是否抬高水坝以增加储水量和水力发电能力的争议。

## 背景

### 早期提案

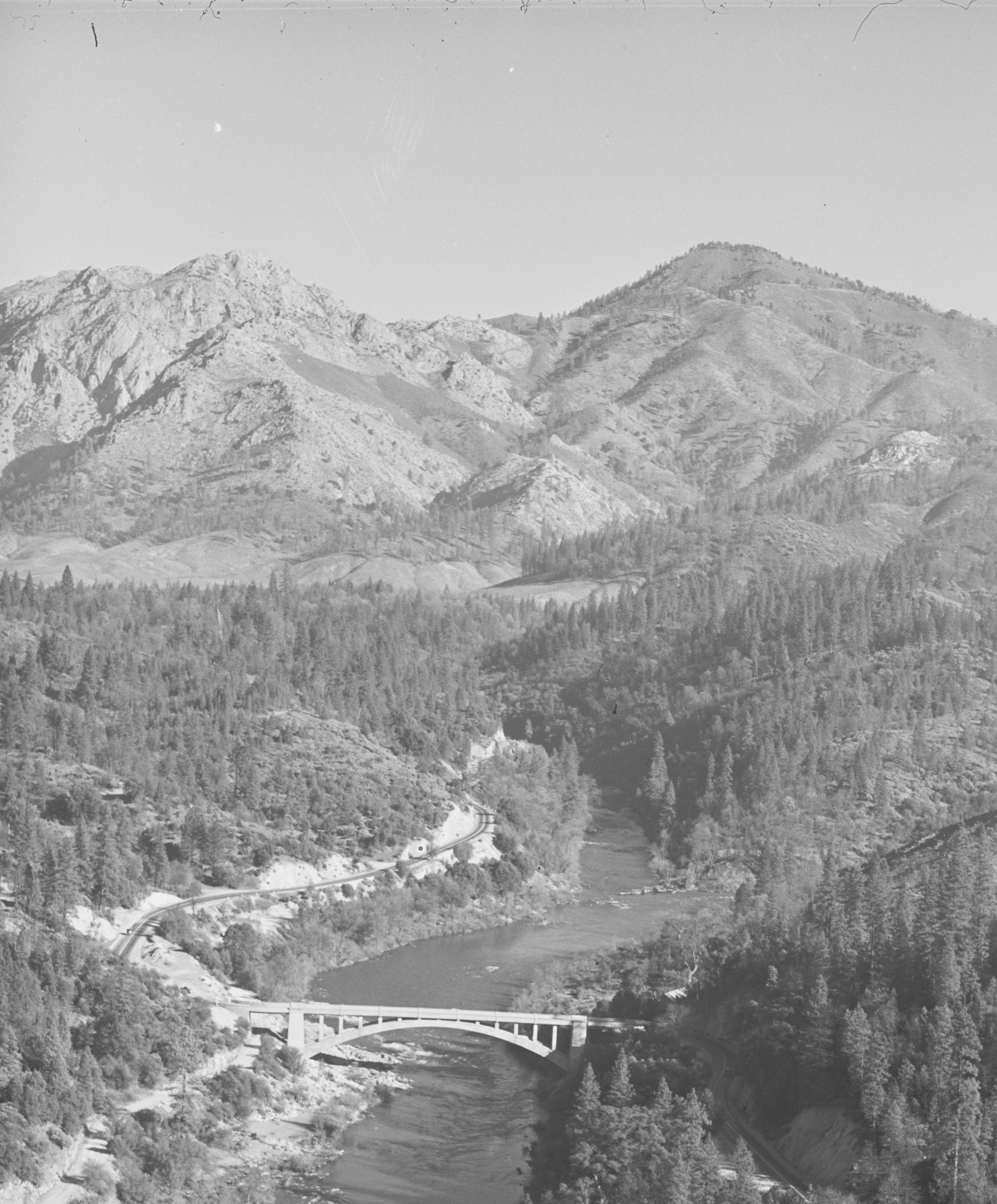
1941年的Pit河谷，现在在沙斯塔胡之下。这座可以在底部看到的桥曾经承载着美国99号公路，之后它被pit河桥替代了（这张图片是在它的桥面上照的）。

在19世纪，中央谷地是广大自美国东部向加州的移民的主要目的地。河谷的土地因其土地肥沃，气候温和，地形起伏，也许最重要的是——水源丰富，而被觊觎。此州流量最大的河——萨克拉门托河，流经了此谷北部的三分之一——萨克拉门托谷。此河向南流过445英里（716）后注入一个大河口——萨克拉门托-圣华金三角洲，此洲向Suisun湾，Carquinez海峡，旧金山湾排去，最终流入太平洋。至19世纪末，河谷和三角洲地区已被大举种上了谷物，其中包括小麦，棉花，水稻，柑橘，瓜类。
此地区的农业重心使它非常容易遭受干旱，低的地势也造成了洪水泛滥的危险。虽然萨克拉门托河每年排放将近22,400,000英畝·英尺（27,600,000公升）水，不过大部分的流量都随着融雪和风暴而发生在冬季和早春，而且可在干旱时期的夏季末期和秋季减小成细流。随着谷中的灌溉增加，低的流量降得更低，导致河流的排量比不上自旧金山湾而来的高潮的速度。因此，三角洲地区的水盐度开始上升，给三角洲许多地区的农场制造了问题，同时也导致了一种盐水虫——船蛆的大量繁殖，于是在1919年至1924年之间的干旱期，破坏了码头和船只。
由于亟需解决盐度的问题，当地居民首次提议在suisun湾口建造拦潮坝，但是在1919年，美国地质调查局的Robert Marshall提出的Marshall计划给出了一个不同的解决方案。计划主体为在萨克拉门托河与pit河交汇点的正下游处建造一个大坝，位置靠近肯尼特的铜矿镇，在萨克拉门托入海口之上几百英里处。与直接阻挡盐水入侵三角洲相反的是，此坝可储存冬天的洪水以供干旱月份使用，提供了稳定，有节制的水流量，同时也有利于萨克拉门托谷的灌溉和防洪。

### 州水计划（SWP）和中央谷地计划（CVP）
标价粗略为8亿美元Marshall计划没有得到广泛的支持；当1921年提交给美国国会的时候，它通过了参议院，但是没能通过众议院。然而，加州人的问题后来并未没有被理会——1931年，州工程师Edward Hyatt提出了一个类似，但是不那么高昂的建议，名叫州水计划，预计成本约为5.5亿美元。Hyatt的计划包括了位于肯尼特的水坝和自三角洲向南至干旱的圣华金谷与南加州沿岸的水渠，此计划为当今的中央谷地计划（Central Valley Project）和加州水资源计划奠定了基础。

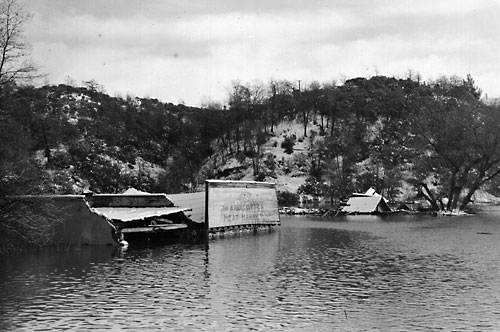
老肯尼特采矿镇，大约1944年被上涨的沙斯塔湖水淹没

州水计划的成本原本是要落在加州纳税人肩上的，他们才是需求水的人。不幸的是，这和1930年代的大萧条碰上了，并且州政府也无法为计划集资建设水坝和运河。马上，加州的失业率就徘徊在了20%，而且一场严重的干旱袭击了西海岸。现在，因为其可能提供就业和 控制急需的水的原因，中部和北部加州人极度渴望CVP被议会批准。该项目最终以微弱的差距获得批准——南加州人大都反对此计划，因为他们已经获得了从科罗拉多河来水的权利，而非萨克拉门托河，而且他们想要加强这些权利。1933年，加州的议会授权销售收益债券以资助CVP，而CVP的主体则会是沙斯塔坝。
由于无法获得资金，加州政府转向华盛顿特区求助，希望联邦政府能提供金融资助或者购买此债券。最终，加州请求政府接管此项目。富兰克林·德拉诺·罗斯福总统批注，因为沙斯塔坝和该项目的其他部分的建造工作会提供数千计急需的工作。罗斯福首先考虑让美国陆军工程兵团建造此项目，不过后来转将它给了在早几年时胡佛水坝（Boulder Canyon）工程中证明其技术水平的垦务处（Reclamation Service,后来更名为垦务局,Bureau of Reclamation）。垦务处选择了胡佛水坝的监管，Frank Crowe，来指导沙斯塔坝的操作。

## 建造

### 准备和营地

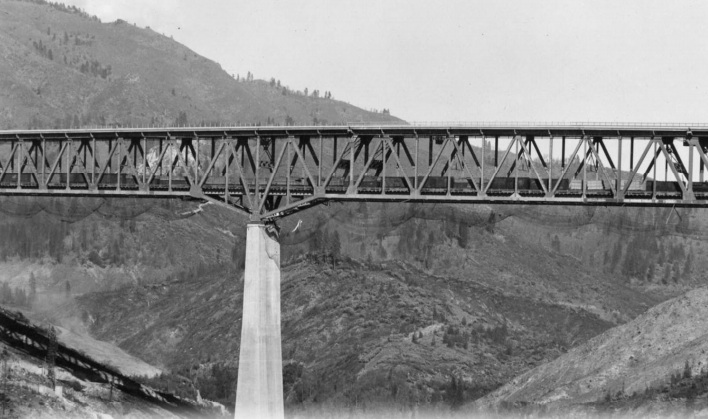
pit河桥，它被建造来承载沙斯塔湖上的5号州际公路与南太平洋铁路。

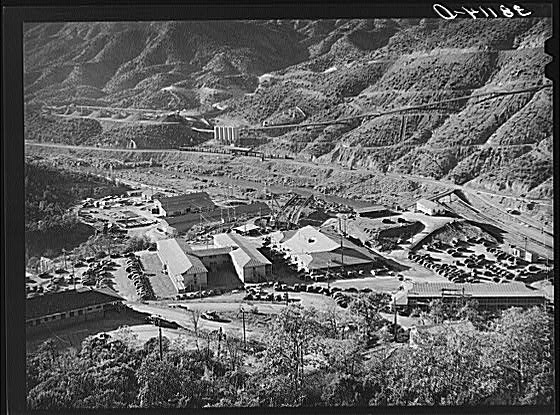
太平洋建造公司营地，拍摄于1940年11月。左侧的H型的建筑是食堂，可容纳2,000人。

1937年9月12日，沙斯塔坝的官方命名与动土仪式发生在坝上游的不远处的肯尼特的小镇上。五年之内，肯尼特就会被淹没在上涨的湖水之中。虽然此坝原本叫做肯尼特坝，不过名字被改成了沙斯塔坝。国会给此工程批准了1200万美元。此坝的最终选址是在萨克拉门托河的一个陡峭，狭窄的峡谷，此处深1,000英尺（300），位于废弃的冶炼镇Coram上方约一英里，位于肯尼特下方2.5英里处。大坝计划将超过800英尺（240）高。太平洋建筑公司（Pacific Constructors Inc.），一个由12个较小公司组成的企业联合，以35,939,450美元得标。
建造开始时，从临近施工现场的峡谷壁挖掘数百万吨的基岩，腾出键槽以奠定水坝的根基。经过此地的南太平洋铁路的沙斯塔路线被改到了东边，经过了钢桁架的Pit河桥——当时所造的最高的双层桥。此桥被建得高出Pit河500英尺（150），在水坝地址东北边约7英里（11），以适应沙斯塔湖上涨的湖水。从Redding到沙斯塔处铁路的剩余部分被用作一条支线，用于建材列车来往工地，而且此路线通过了水坝南侧墩部下的一条隧道。
垦务（局）原本认为redding市是一个设立总部的好地方，不过由于距离原因，一个新计划好，名叫Toyon的社区被建造了起来，这是1938年由从Porter Seaman手里买来的农场建起来的。Toyon纯粹是用于给垦务人员，政府部门与仓库服务的；在它的地界内不允许任何的商店和餐厅。的帐篷和棚屋，而是城市的特点是舒适的二，三，四房木结构房屋。此镇的特色是舒适的两三四间房的木屋，而非帐篷和棚屋。
建造沙斯塔坝的主要公司——太平洋建筑（公司）在沙斯塔坝工地的基部旁边设立自己的营地，名叫“建筑营地”或者“沙斯塔坝村”（"Contractor's Camp"或"Shasta Dam Village"）。该公司在水坝工地建立了一个巨大的2,000人的食堂，医院，活动中心和其他场所全州希望在沙斯塔坝得到钻工，起重机手，机修工，卡车司机，木工，焊工，及其他工作的人使附近三个另外的临时营地——“中央谷”，“未来城”，“顶峰城”也很快满员（"Central Valley"）。

### 地基

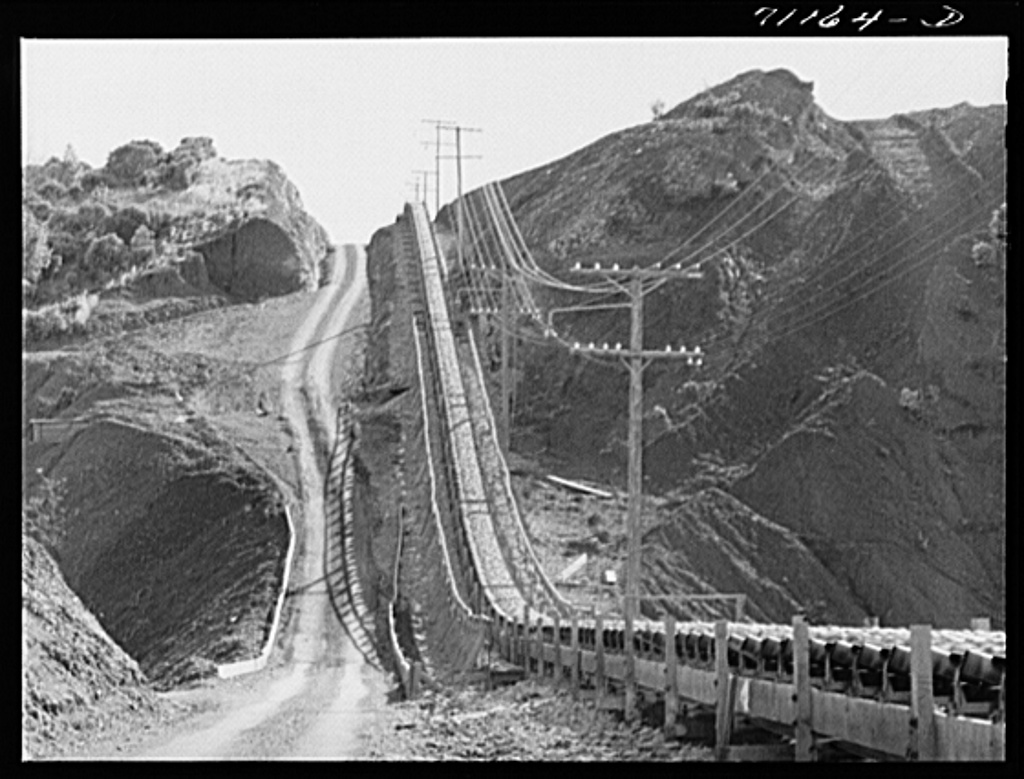
沙斯塔坝的传送带——世界上之最长

1938年11月，施工以一个将水转到到河流东（左）边的分水渠为开始，使地基可以奠定在西侧。河流左岸被炸药拓宽，加深，而且还建了一个围堰来使被绕过的部分干涸。为了提供砂子石砾在工地制造混凝土，太平洋建筑公司建造了世界上最大的传送带系统——长达9.5英里（15.3），从Redding一直到水坝现场。这能够每小时传送1,100吨的材料，在整个施工过程中，它拖了多达1.2千万吨的石头。传送带总共有16,000个辊，被分为26个部分，其中有23个是由单独的200匹馬力（150千瓦特）的发动机驱动。其余三个是下山的，并不需要动力；实际上他们被改装成为其他部分提供动力。
随着地基的完工，主坝体可以开始浇灌混凝土。为达到目的，一组钢索塔系统被立起，用来运载混凝土浇灌钢桶。塔的搭建包括了一个主塔，从基部算起高465英尺（142），从河流水面算起高700英尺（210），包括了7个可移动的辅塔；钢索从主塔拉向每个其他的塔。建筑队使用此系统可以把混凝土从搅拌厂（靠近位于传送带末端的主塔）运输到水坝的上升结构，这比其他的任何方法都快捷和便宜。

### 混凝土浇灌与河流改道

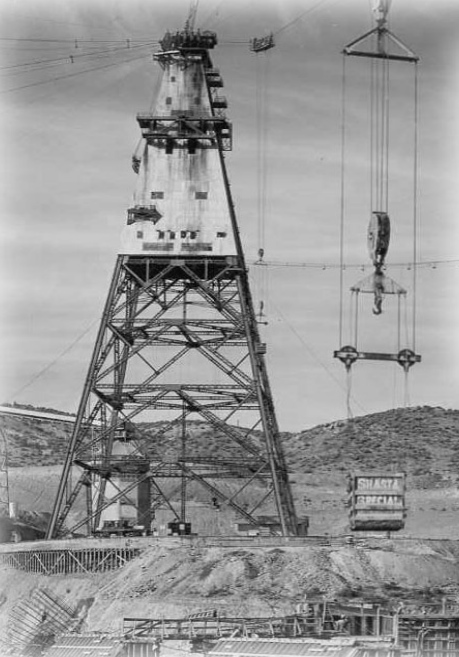
主塔465英尺（142米），用于支撑水坝工地的索道系统

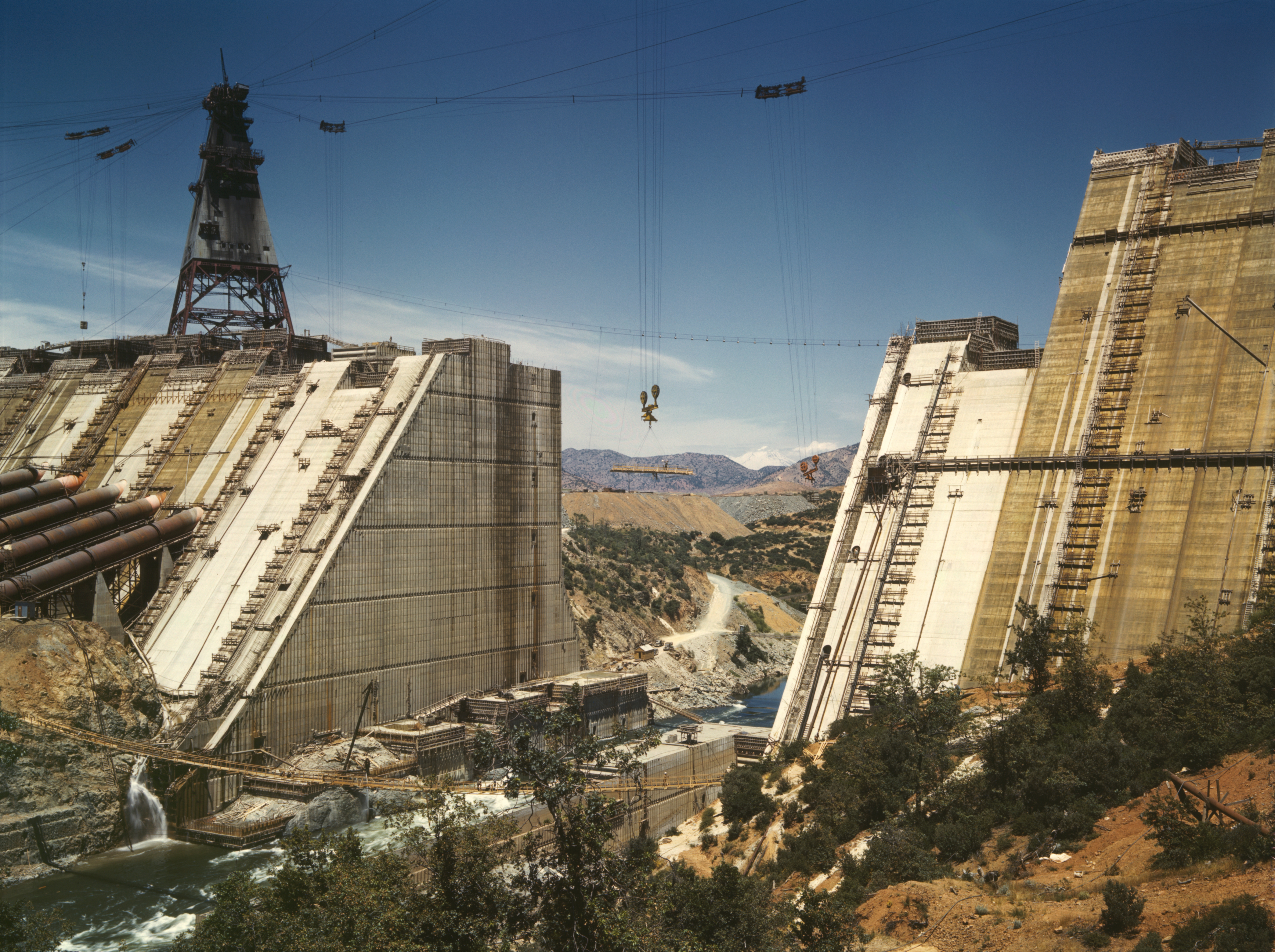
1942年6月的施工工程，中部空缺即将成为溢洪道。

缆索系统建成以及搅拌厂开始运转后，建造水坝主混凝土结构于1940年开始。可以运载8立方碼（6.1立方）混凝土的钢桶，装满时重达16吨，沿线路来回移动。三年来，数千人为重大的坝墩劳作，将混凝土灌入面积50英尺（15）和深5英尺（1.5）的大模“块”内。这些“块”是由木模板定型，当混凝土凝固后，木板拆出，为在它之上的下个块重新搭建。混凝土是用特别装置“震动”到位的，以填满任何可能的空洞与气泡，确保密度和强度的最大化。混凝土干燥后，表面就通过喷砂来清洁和平滑。同时，行经河流西侧1,800-英尺（550-）临时隧道的铁路被重新改道。
1941年12月，日本人袭击珍珠港，促使美国加入二战。因为数千人入伍，沙斯塔坝址很快劳动力严重短缺。战争时期，许多在水坝工作的人是妇女和高中生，干得是“非危险的工作”。即便是在完工前，此坝在二战中亦担当重要部分，为中部加州的船坞和飞机工厂提供急需的电力。然而，某些原本给沙斯塔的发电机最后却去了北华盛顿的大古力水坝，因为西北的铝熔炼厂需要大量的电力。供应与劳力紧张迫使垦务局将水坝的最终高度由800英尺（240）减至602英尺（183）。
隧道清空后，被重新铺设以及修改，以适应河流的力量而非铁路。直到这个时候，萨克拉门托仍然流经坝址中间，流经这两个近乎完工的坝墩。由土和岩填出的围堰拦河而建，河流就开始流经隧道，使坝址处干涸，于是可以让含有溢洪道口的水坝中部开工。泄洪道及其18个高压河流排出阀与大型的三鼓形闸门在1943年夏完工。届时，水坝总计已经使用了1500万吨的混凝土，这些混凝土形成了16,900块50英尺的方块。

### 完工

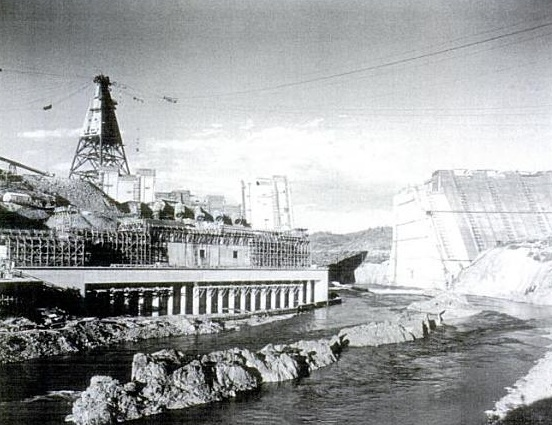
1943年3月6日的水坝景观，可看到电站的施工（河流左边）

1944年2月，分流隧道被封闭，沙斯塔坝开始储水。随着身后的湖水上涨，水坝也最终成型，而最后一桶混凝土是在1945年1月2日倾泻的。在此期间，379兆瓦（MW）的沙斯塔坝发电厂也在建设之中。5个直径15英尺（4.6）的钢制水管被安置以提供用来驱动电厂涡轮的水。发电房是钢筋混凝土结构，位于水面上153英尺（47）处；第一次发电是在1944年。水坝在1945年的开端完工。
沙斯塔坝完工时，它是世界上第二高坝——仅次于科罗拉多的胡佛水坝——同时也是加州最高的人工结构。论体积，它也是第二大的水坝，仅次于华盛顿哥伦比亚河的大古力水坝。据称，一个匿名工人说，“老沙斯塔差不多是最2的水坝了。”水坝完工时，首席工程师 Frank Crowe以如下宣称为人熟知，“看那沙斯塔坝。那个水坝会立在这里永远阻挡河水。那个发电房会一直制造果汁直到有人发现怎么用太阳发电。”（讽刺的是，在1950年代发明的太阳能光伏推翻了Crowe的宣称，因为沙斯塔坝继续发和以往一样多的电。）

## 设计和运行

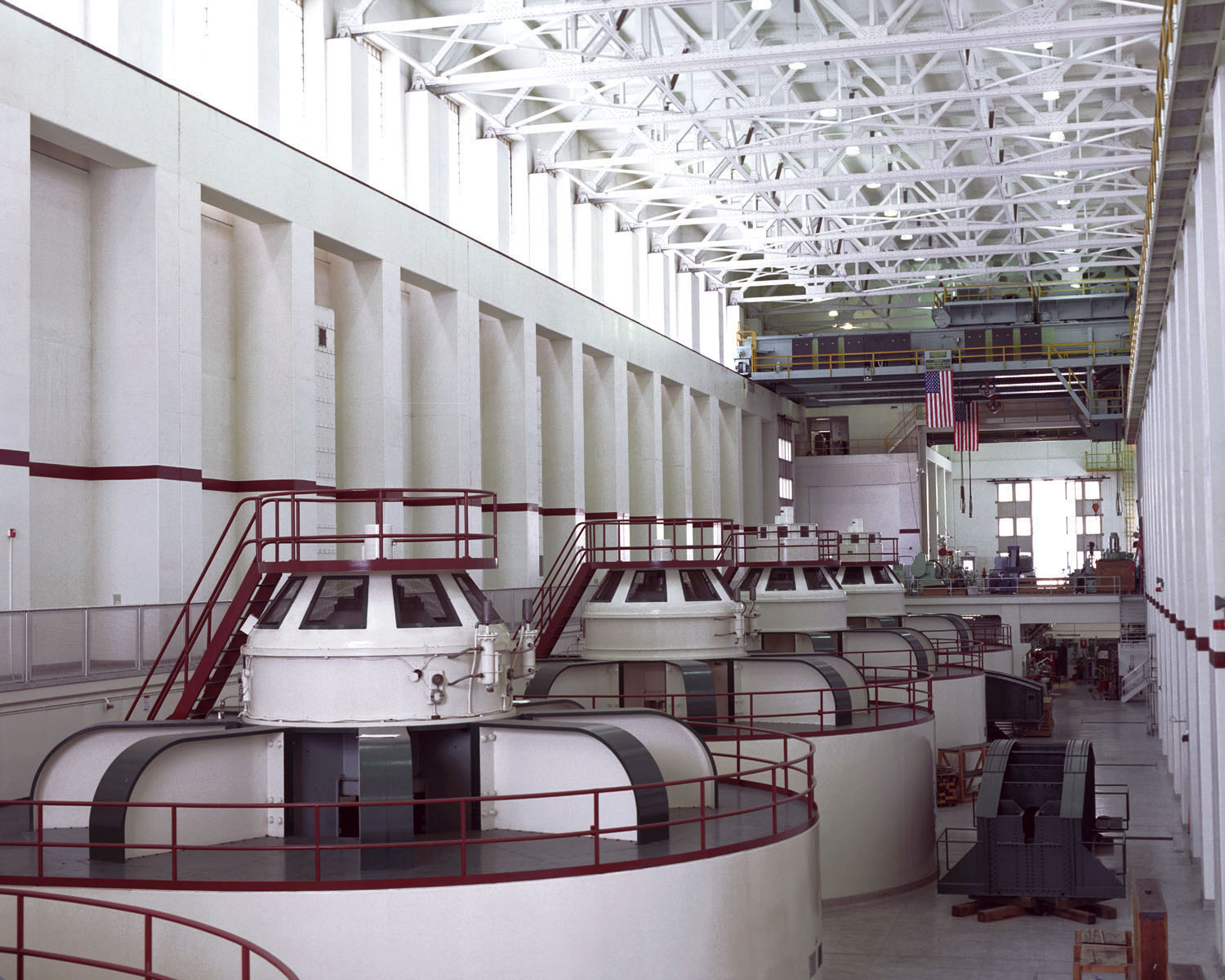
沙斯塔坝电房内部

沙斯塔坝主要用于洪水控制和为干旱季节储水，它为萨克拉门托河谷的灌溉，萨克拉门托河的航行，以及使萨克拉门托-圣华金三角洲的淡水水平线保持得足够高以便能够偏流到加州高架渠和三角洲——Mendota运河作出了伟大贡献。此坝的其他主要目的为水力发电。此坝以330英尺（100）的水头（液面差），足以从5个涡轮中发出676兆瓦的功率（一对125兆瓦和3个142兆瓦）。每个涡轮机都由一个受直径15英尺（4.6）的压力水管供水的高压水嘴驱动。两个较小的涡轮机为水坝本身的运作发电。电厂为北部萨克拉门托河谷的用电高峰发电。Keswick坝，约在下游9英里（14）处，用作沙斯塔坝的afterbay，以常规化其波动的放水量。
此重力结构的水坝从地基算起高602英尺（183），离河流最大高度为522.5英尺（159.3）。水坝长3,460英尺（1,050），最厚达到543英尺（166）；水坝总共含有6,270,000立方碼（4,790,000立方）的材料。水坝可以通过溢洪道表面上一个有18个流出阀的系统释放洪水。这些阀门放置三个层中，每个层都贯穿主坝体，并且向溢洪道的表面放流。较高层有四个流出口，每个流量为6,534立方英尺每秒（185.0立方每秒）。中间层有8个导管，每个可承担3,100立方英尺每秒（88立方每秒），最底层有4个出口，每口可放流4,450立方英尺每秒（126立方每秒）所有流出阀总计可放流81,800立方英尺每秒（2,320立方每秒）。溢洪道是一个巨大的混凝土斜槽，长487英尺（148），宽375英尺（114），由3个110-英尺（34-）宽，重500美吨（454吨）的的鼓形闸门控制。当水库满时，闸门并不能完全阻止泄露，不过可以将水位抬高到泄洪道顶部之上28英尺（8.5）处。溢洪道承载量为186,000立方英尺每秒（5,300立方每秒），使得水坝的最大溢出量达到267,800立方英尺每秒（7,580立方每秒）。

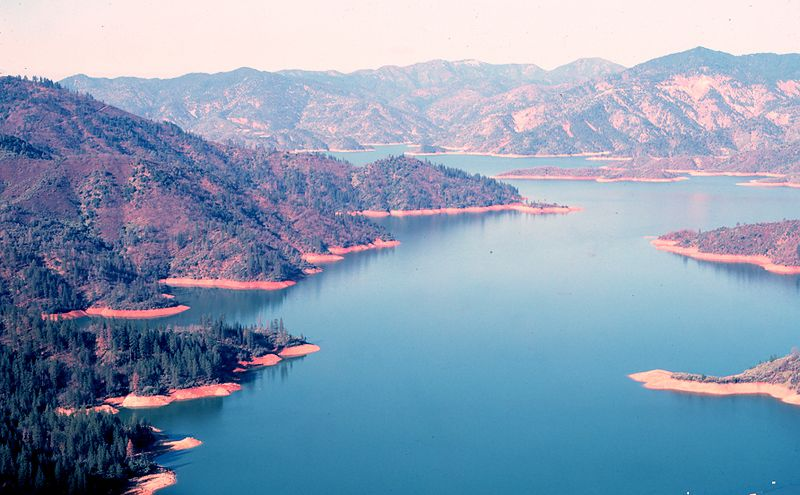
沙斯塔湖的众多臂展之一

水坝形成的水库叫做沙斯塔湖，它是最大的人工湖，也是加州第三大的水体，容量为4,552,000英畝·英尺（5,615,000立方），表面区域最大为29,740英畝（12,040公頃）。沙斯塔湖的臂展亦有得到从McCloud河，Squaw河，Salt河，及其他众多小溪而来的水。沙斯塔坝所控制的径流来自一个面积6,665平方英里（17,260平方）的流域，大约是面积为27,580-平方英里（71,400-平方）萨克拉门托河流域的四分之一。

## 未来扩展

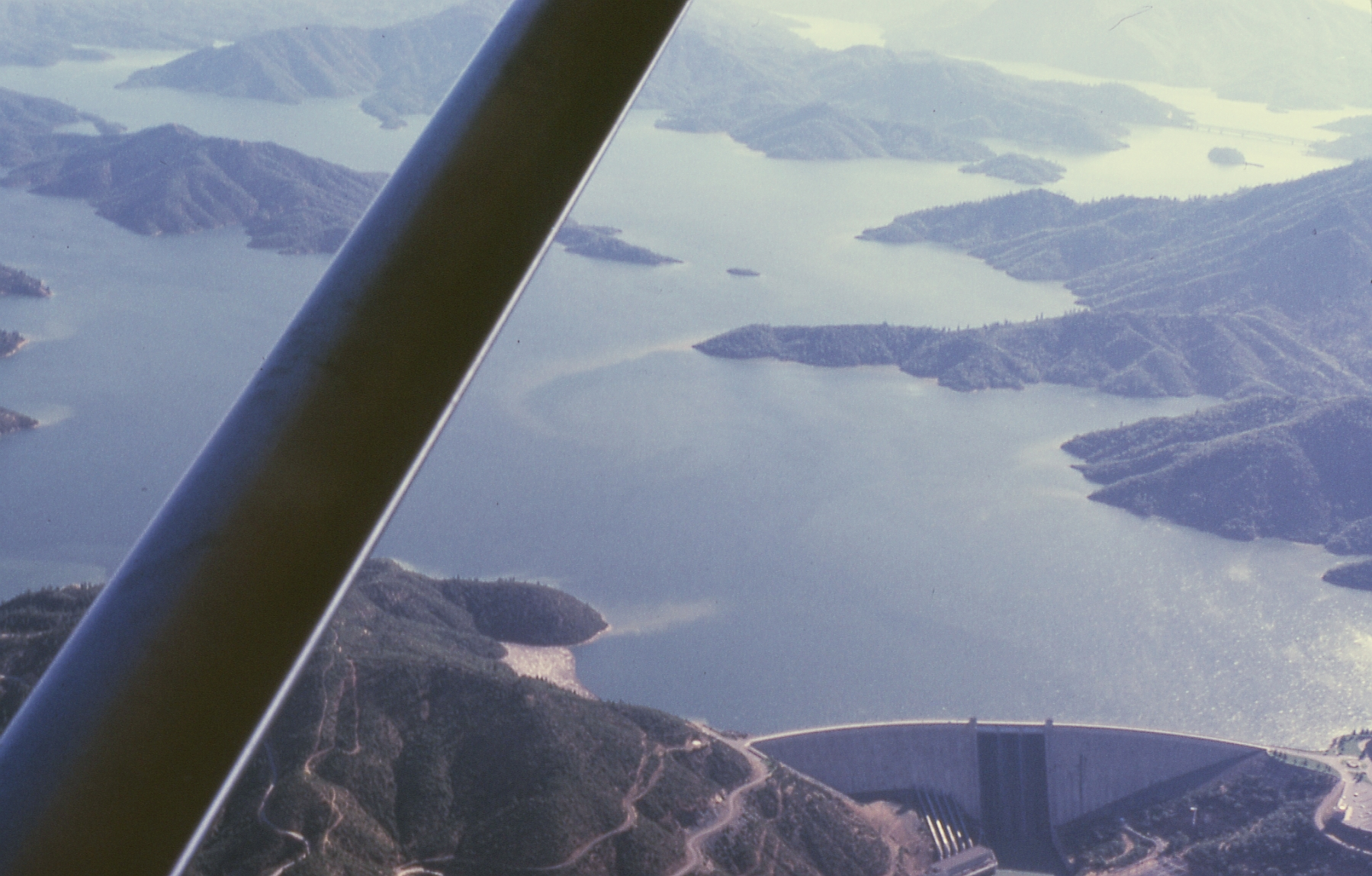
一场极度潮湿的冬天之后，沙斯塔湖在1965年7月达到了最大容量

1990年代，中央谷地和一些加州最大的农业联盟（包括Westlands灌区，它要求提供更可靠的供水）的水资源很快发生短缺，垦务局提议扩大沙斯塔坝。扩大被认为是可行的，因为水坝的地基原本是建成能承受800-英尺（240-）重的结构，但是二战开始导致的物资短缺使之未能达到最终的高度。
垦务（局）为水坝的提高给出了三个选项，范围则是从少于20英尺（6.1）一直到200英尺（61）。“低项”为简单地在水坝顶部加上一个垂直的混凝土堤，这可以提供最大的额外储量却最小化对沙斯塔湖周边的建筑和设施重建的要求。“中项”则要求给顶部增加超过100英尺（30）的高度并且替换掉水坝前面部的升降台，而且Pit河桥与湖边的小镇若是不作调整和迁移，则会被淹没。最后则是“高项”，此项将会把水坝抬高200英尺（61）以上，那么水库的容积则会是原来的三倍，面积会是两倍。中和高项都要求在沿湖的关键地点建设鞍坝（saddle dam）以防止水溢出。
水坝的中和高项会使得水力发电增加。两者都会要求建设新的电机房以容纳5个新涡轮机；中项则会增加5个215兆瓦的发电机，总功率达1,751兆瓦，高项则需要5个260兆瓦的电机，最大功率达1,976兆瓦。下游的Keswick坝也需要被提高，其电站也需要翻修，才能适应沙斯塔更大的峰值释放量。
| 沙斯塔坝的抬高规格 | 沙斯塔坝的抬高规格 | 沙斯塔坝的抬高规格 | 沙斯塔坝的抬高规格                   | 沙斯塔坝的抬高规格                    | 沙斯塔坝的抬高规格 | 沙斯塔坝的抬高规格 |
| 选项               | 高                 | 总高度             | 储量增加                             | 总储量                                | 功率增加           | 总发电功率         |
| ------------------ | ------------------ | ------------------ | ------------------------------------ | ------------------------------------- | ------------------ | ------------------ |
| 低                 | 6.5英尺（2.0）     | 608.5英尺（185.5） | 290,000英畝·英尺（360,000立方）      | 4,840,000英畝·英尺（5,970,000立方）   | N/A                | 676兆瓦            |
| 中                 | 102.5英尺（31.2）  | 704.5英尺（214.7） | 3,920,000英畝·英尺（4,840,000立方）  | 8,470,000英畝·英尺（10,450,000立方）  | 1,075兆瓦          | 1,751兆瓦          |
| 高                 | 202.5英尺（61.7）  | 804.5英尺（245.2） | 9,340,000英畝·英尺（11,520,000立方） | 13,890,000英畝·英尺（17,130,000立方） | 1,300兆瓦          | 1,976兆瓦          |

抬升水坝的提议遭到了地区居民，渔人，土著人，休闲人士，环保人士的强烈反应。首先，水坝的高度有任何提升，pit，萨克拉门托，Mccloud河的流经区域就会被淹没。mccloud是一片有特殊利害关系的区域，因为它是加州最好的鳟鱼渔场之一，也因为有许多神圣的土著遗址位于其沿岸。反对水坝抬升者认为，花费会比收益更多（起步就要换掉超过600个会被湖水淹没的结构，其中包括了pit河桥）。提升这样的高度会使供水变得昂贵，若是中央谷地的农民减少一小部分水的用量，则能够省下这部分供水。它会给下游的萨克拉门托生态导致更多的问题，特别是正在消失的鲑鱼洄游。
水坝扩张反对者提出最重要的观点之一是，提高水坝不能增加水（实际上会因为蒸发而导致一部分水的损失），只会增加储水能力。所以，水库很少会被填满，因为无论垦务局如何扩张水坝，河流的流量都不会增加。水坝的提升成本预计为5至10亿美元。提升水坝会破坏许多他们仅存的土地。
水坝扩展已经取得了一些进展，其中包括有垦务局完成了一份昂贵的EIR（Environment Impact Report，环境影响报告）——以及Westlands灌溉区购买Mccloud河沿岸超过3,000英畝（1,200公頃）的土地以帮助垦务局获得扩展水坝的权利；Westlands认为，新增的水坝储量会大大有利于其农民。截至2007，灌溉区已经花费了3500万美元。然而，Westlands已经有了环境责任上的污点记录，也因为此区运作的农场中流出的含有高度杀虫剂和硒的水而环保人士批评。

## 争议

### 生态效应

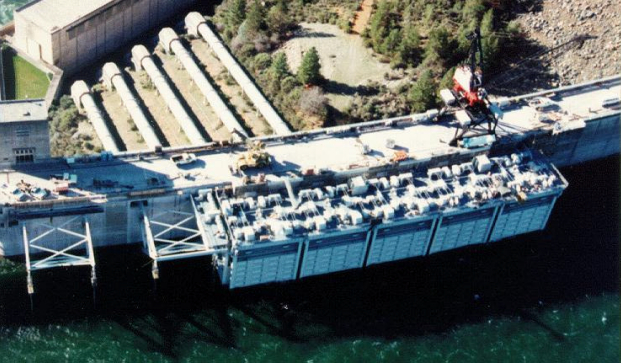
水坝背部的TCD（温度控制装置），在1990年代早期安装

自1943年沙斯塔坝的闸门首次关闭以来，它就对太平洋鲑鱼种群有了严重的负面效应。这个大型的结构完全阻挡了鲑鱼从河流下游向上游萨克拉门托，pit，mccloud和其他支流的迁徙。据估计，萨克拉门托盆地里最好的鲑鱼栖息地有一半在沙斯塔坝上游。同时，沙斯塔坝导致了河流的温度上升，因为从它那里释放的水是来自较高处的沙斯塔湖，湖水比原来建坝前河流表面得到太阳的加热要多得多。暖水对更喜好较低温度的鲑鱼有害，同时也冲击了其他鱼群，如虹鳟和野生加州鳟鱼。
联邦政府试图拯救暴跌的桂鱼种群，于是1942年在战斗溪（Battle Creek）建立了Coleman国家鱼类孵化场。孵化场的位置大概在Redding西南方20英里（32），每年产下大约13,850,000个卵——其中大约有87%是秋季的奇努克鲑洄游产下的。垦务局于1991年执行了另一个补救方法——在沙斯塔坝背面安装一个名叫TCD（Temperature Control Device,温度控制设备）的大型设施。这个结构使水坝操作员能够决定向压力水管供水的水库的深度。越深入沙斯塔湖，水就越冷，因为受到的阳光越少。TCD装有15个开口名叫“shutter”，沿着此结构的背部排成一排。这些排位海平面上1,022英尺（312），922英尺（281），817英尺（249）处。（沙斯塔坝的海拔为1,077英尺（328）。）此系统在减少水坝下面的萨克拉门托河的温度中表现出了显著成效，不过它也出现了泄露情况。
就此河的总体健康来说，此坝当然是有间接影响，因为它促使了沿岸的城市和农场的增长。然而，此坝的建造也直接影响了沿岸的形态学和植被带。夏季的流量提高到自然水平之上，多数洪水的效应被调节，坝后的河流每年给河滨提供了均衡的水量，结果植物侵入了河道。水坝大大地减少了萨克拉门托河沉积量，而河岸的侵蚀也遭到了降低，这使得曲流与侧河道。此外，几乎所有用来搅拌混凝土的沙石都是从水坝下游河流挖来的，这就更加耗费掉了它的沉积物补充。

### 温图之地（Wintu lands）

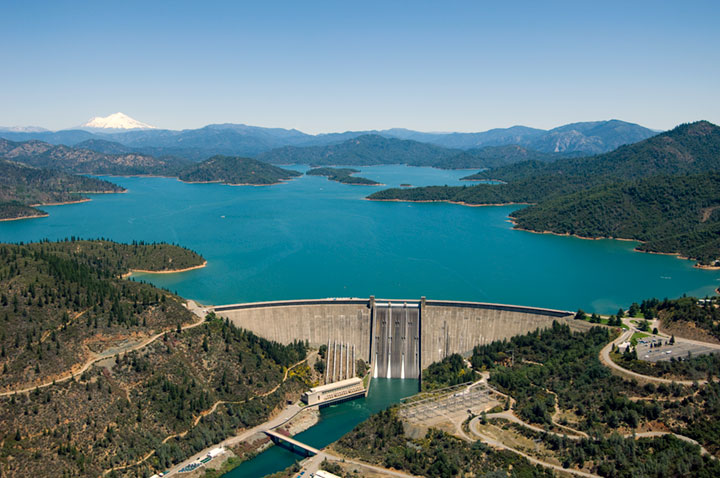
从空中看到的沙斯塔湖，水库几乎已经满了

在沙斯塔湖水的下面埋藏着Winnemem Wintu——北加州九个较大的温图种族之一，的传统土地。据估计此谷殖民前的人口大约为14,000；截至1900,因为疾病与殖民者的侵入，它被减少到了395。395个活下来的人的男性中，有许多人在二战期间参加美国军队。当他们在1945年返回时，发现他们的家庭成员被沙斯塔湖上涨的水赶出了传承的村庄。他们原来的土地超过90%都失去了，遗留下的10%现在位于McCloud河下游沿岸。
许多村庄的遗址，埋葬遗址和其他神圣的地点现在都在沙斯塔湖面下几百英尺之下。部落成员认为，美国政府在1850年代设立的多个保留条约后来被打破，以便沙斯塔湖的填充可以开始；之后，那部份土地只有一小部份留给了他们。此外，Winnemem并不被联邦政府认可，他们已经为正言这个疏漏寻求了一个多世纪。最近，土著人对水坝的敌意已因抬高水坝而高涨——因为这会淹没余下的神圣遗址的20个，其中包括儿童岩，青春岩，这两个都是用于成年仪式的，还包括一个给kaibai溪屠杀遇难者的埋葬地。此部落在2004年9月上演了117年来的第一场战阵舞，以反对水坝和垦务局的抬升计划；此事据说激发了许多环保团体支援此部落的姿态。

## 旅游和休闲
垦务局全年都有沙斯塔坝的有导游游览，每场花2到3个小时。那里也有个游客中心和礼堂。旅游包括了乘坐一个428-英尺（130-）的电梯去水坝基部，和参观水坝的内部画廊与电房，以及其他区域。沙斯塔湖满池时面积为30,310英畝（12,270公頃），而且被沙斯塔——三一国家森林（Trinity National Forest）环绕。许多公共和私人的船坞，营地，露营车公园，度假地和发船地点都与此水库相接，这是加州最流行的休闲湖之一。房船，滑水，游泳和钓鱼是众多此湖有的活动之一；远足，野餐，山地自行车，打猎，扎营则流行于其周边山地地区。

## 引用作品
- Benke, Arthur C.; Cushing, Colbert E. . Academic Press. 2005. ISBN 0-12-088253-1.
- Billington, David P.; Jackson, Donald Conrad. . University of Oklahoma Press. 2006. ISBN 0-8061-3795-9.
- Billington, David P.; Jackson, Donald Conrad; Melosi, Martin V.  (PDF). Government Printing Office. 2005  [2011-01-22]. ISBN 0-16-072823-1. （原始内容 (PDF)存档于2012-02-22）.
- de Roos, Robert William. . Beard Books. 2000. ISBN 1-58798-024-X.
- Ferraro, Gary. . Cengage Learning. 2006. ISBN 0-495-10008-0.
- Hundley, Norris. . University of California Press. 2001. ISBN 0-520-22456-6.
- Rocca, Al. . Images of America. Arcadia Publishing. 2004. ISBN 0-7385-2934-6.
- Rocca, Al. . Images of America. Arcadia Publishing. 2002. ISBN 0-7385-2076-4.
- Stevens, Joseph E. . University of Oklahoma Press. 1990. ISBN 0-8061-2283-8.
- Warner, Richard E.; Hendrix, Kathleen M. . University of California Press. 1984. ISBN 0-520-05035-5.